# Qairat Futbol Kluby 2020
Questa voce raccoglie le informazioni riguardanti l'FK Qairat nelle competizioni ufficiali della stagione 2020.

## Maglie e sponsor
Per la stagione 2020, il fornitore tecnico è Nike, mentre lo sponsor di maglia è 1XBET.
| 1ª divisa | 2ª divisa | 3ª divisa |

## Rosa
| N. |                        | Ruolo | Calciatore          |
| -- | ---------------------- | ----- | ------------------- |
| 1  | Kazakistan (bandiera)  | P     | Stas Pokatïlov      |
| 2  | Kazakistan (bandiera)  | D     | Sergeý Keýler       |
| 3  | Bielorussia (bandiera) | D     | Dzjanis Paljakoŭ    |
| 4  | Kazakistan (bandiera)  | D     | Nuraly Älip         |
| 5  | Kazakistan (bandiera)  | D     | Ǵafýrjan Sýıimbayev |
| 6  | Polonia (bandiera)     | C     | Jacek Góralski      |
| 7  | Kazakistan (bandiera)  | A     | Abat Aýımbetov      |
| 8  | Kazakistan (bandiera)  | C     | Aıbol Ábiken        |
| 9  | Brasile (bandiera)     | A     | Vágner Love         |
| 11 | Ucraina (bandiera)     | A     | Aderinsola Eseola   |
| 13 | Armenia (bandiera)     | C     | Kamo Hovhannisyan   |
| 15 | Kazakistan (bandiera)  | D     | Nurlan Dairov       |
| 17 | Kazakistan (bandiera)  | A     | Sultanbek Astanov   |

| N. |                         | Ruolo | Calciatore            |
| -- | ----------------------- | ----- | --------------------- |
| 18 | Polonia (bandiera)      | C     | Konrad Wrzesiński     |
| 19 | Kazakistan (bandiera)   | A     | Artýr Shýshenachev    |
| 20 | Serbia (bandiera)       | D     | Rade Dugalić          |
| 21 | Kazakistan (bandiera)   | C     | Erkebulan Tuñğışbayev |
| 22 | Montenegro (bandiera)   | C     | Nebojša Kosović       |
| 23 | Kazakistan (bandiera)   | A     | Vyaçeslav Şvýrev      |
| 25 | Kazakistan (bandiera)   | C     | Kirill Kolesničenko   |
| 24 | Croazia (bandiera)      | D     | Dino Mikanović        |
| 27 | Kirghizistan (bandiera) | C     | Gulžigit Alykulov     |
| 29 | Kazakistan (bandiera)   | C     | Danïyar Wsenov        |
| 30 | Kazakistan (bandiera)   | P     | Danïl Ustïmenko       |
| 75 | Kazakistan (bandiera)   | D     | Alexandr Shirobokov   |

## Calciomercato

### Sessione invernale
| Acquisti | Acquisti            | Acquisti  | Acquisti      |
| R.       | Nome                | da        | Modalità      |
| -------- | ------------------- | --------- | ------------- |
| D        | Nurlan Dairov       | Oqjetpes  | fine prestito |
| D        | Aleksandr Sokolenko | Ertis     | fine prestito |
| C        | Gulžigit Alykulov   | Nëman     | definitivo    |
| C        | Jacek Góralski      | Ludogorec | definitivo    |
| C        | Kamo Hovhannisyan   | Jetisu    | definitivo    |
| A        | Abat Aýımbetov      | Aqtöbe    | svincolato    |
| A        | Kirill Kolesničenko | Čertanovo | definitivo    |
| A        | Rifat Nurmuğamet    | Jetisu    | fine prestito |
| A        | Samat Sarsenov      | Taraz     | fine prestito |

| Cessioni | Cessioni            | Cessioni          | Cessioni   |
| R.       | Nome                | a                 | Modalità   |
| -------- | ------------------- | ----------------- | ---------- |
| P        | Vladïmïr Plotnïkov  | Ordabasy          | svincolato |
| D        | Eldos Axmetov       | Qaisar            | svincolato |
| D        | Sjarhej Palicevič   | Šachcër Salihorsk | definitivo |
| D        | Aleksandr Sokolenko | Qyzyljar          | svincolato |
| C        | Bawırjan Ïslamxan   | Al-Ain            | svincolato |
| C        | Georgïý Jwkov       | Wisła Cracovia    | svincolato |
| C        | Ramazan Orazov      | ZSK Daugavpils    | svincolato |
| C        | Magomed Paragwl'gov | Qaisar            | svincolato |
| C        | Ïslambek Qwat       | Orenburg          | svincolato |
| A        | Márton Eppel        | Cercle Bruges     | svincolato |
| A        | Han Jeong-woo       | Suwon             | svincolato |
| A        | Rifat Nurmuğamet    | Aqtöbe            | svincolato |
| A        | Samat Sarsenov      | Valmiera          | svincolato |

### Sessione estiva
| Acquisti | Acquisti         | Acquisti    | Acquisti   |
| R.       | Nome             | da          | Modalità   |
| -------- | ---------------- | ----------- | ---------- |
| D        | Dzjanis Paljakoŭ |             | svincolato |
| A        | Vágner Love      | Corinthians | svincolato |

| Cessioni | Cessioni              | Cessioni | Cessioni |
| R.       | Nome                  | a        | Modalità |
| -------- | --------------------- | -------- | -------- |
| A        | Kirill Kolesničenko   | Rotor    | prestito |
| A        | Erkebulan Tuñğışbayev | Jetisu   | prestito |

## Risultati

### Prem'er Ligasy

#### Girone d'andata
| Arbitro: | Tevyaşov (Oral) |

|                              |           |          |
| Wrzesiński 24’ Aýımbetov 83’ | Marcatori | 29’ Zatl |

| Arbitro: | Saxï (Qyzylorda) |

|              |           |  |
| Turısbek 17’ | Marcatori |  |

| Arbitro: | Vïşnïçenko (Qostanay) |

|                                                    |           |  |
| Hovhannisyan 11’ Wrzesiński 56’ Shýshenachev 90+2’ | Marcatori |  |

| Arbitro: | Tevyaşov (Oral) |

|  |           |                               |
|  | Marcatori | 8’, 52’ Älip 80’ Shýshenachev |

| Arbitro: | Abdanbayev (Taraz) |

|                             |           |               |
| Kosović 6’, 48’ Dugalić 16’ | Marcatori | 66’ Avetisyan |

| Arbitro: | Kwçïn (Karaganda) |

|                                              |           |  |
| Alykulov 24’ Ábiken 47’ Radaković 49’ (aut.) | Marcatori |  |

| Arbitro: | Kumaşev (Nur-Sultan) |

|                |           |                                |
| João Paulo 34’ | Marcatori | 17’, 22’ V. Love 40’ Aýımbetov |

| Arbitro: | Çesnokov (Öskemen) |

|                         |           |                |
| Ábiken 72’ Eseola 90+2’ | Marcatori | 44’ Lobjanidze |

| Arbitro: | Ïzmaýlov (Taldıqorğan) |

|  |           |               |
|  | Marcatori | 28’ Aýımbetov |

| 23 settembre 2020 10ª giornata |  | – (turno di riposo) |  |  |

| Arbitro: | Gawzer (Petropavl) |

|                               |           |                                       |
| Dimov 6’ Dmitrijev 45+2’, 57’ | Marcatori | 28’ Kosović 38’ Aýımbetov 73’ V. Love |

#### Girone di ritorno
| Arbitro: | Abjan (Šymkent) |

|             |           |               |
| V. Love 64’ | Marcatori | 82’ Táttibaev |

| Arbitro: | Sarïev (Oral) |

|                                     |           |                                              |
| P. Eugénio 6’ Sýıimbayev 17’ (aut.) | Marcatori | 30’, 56’ Aýımbetov 75’ Paljakoŭ 90+4’ Wsenov |

| Arbitro: | Saxï (Qyzylorda) |

|                                         |           |               |
| Eseola 32’ Adams 40’ (aut.) V. Love 80’ | Marcatori | 14’ Shahmetov |

| Arbitro: | Qızılbayev (Aqtöbe) |

|  |           |                                                     |
|  | Marcatori | 8’ Aýımbetov 28’ Sýıimbayev 44’ Kosović 67’ V. Love |

| Arbitro: | Çesnokov (Öskemen) |

|  |           |               |
|  | Marcatori | 31’ Aýımbetov |

| Arbitro: | Tevyaşov (Oral) |

|                                                   |           |                |
| V. Love 36’ Älip 39’ (rig.) Jaqsıbayev 80’ (aut.) | Marcatori | 77’ João Paulo |

| Arbitro: | Abjan (Šymkent) |

|                         |           |                           |
| Lobjanidze 70’ Graf 89’ | Marcatori | 45’ Keýler 64’ Wrzesiński |

| Arbitro: | Çexovskïý (Nur-Sultan) |

|                      |           |                                                       |
| Wsenov 15’ Wlşïn 33’ | Marcatori | 22’ (rig.) Dračenko 26’ Grigalashvili 90+2’ Mwl'dïnov |

| 24 novembre 2020 20ª giornata |  | – (turno di riposo) |  |  |

| Arbitro: | Abjan (Šymkent) |

|                                                                |           |  |
| Älip 17’ (rig.) Aýımbetov 25’, 52’ Shýshenachev 57’ Ábiken 66’ | Marcatori |  |

| Arbitro: | Ïzmaýlov (Taldıqorğan) |

|            |           |  |
| Bacuev 62’ | Marcatori |  |

### Europa League
| Arbitro: | Karlsson |

|                                                    |           |        |
| Alykulov 12’ V. Love 35’, 70’ Dedečko 90+4’ (aut.) | Marcatori | 8’ Bor |

| Arbitro: | Kristoffersen |

|                              |           |               |
| Ashkenazi 31’ Rukavytsya 72’ | Marcatori | 45+1’ V. Love |

## Statistiche

### Statistiche di squadra
| Competizione   | Punti | In casa | In casa | In casa | In casa | In casa | In casa | In trasferta | In trasferta | In trasferta | In trasferta | In trasferta | In trasferta | Totale | Totale | Totale | Totale | Totale | Totale | DR  |
| Competizione   | Punti | G       | V       | N       | P       | Gf      | Gs      | G            | V            | N            | P            | Gf           | Gs           | G      | V      | N      | P      | Gf     | Gs     | DR  |
| -------------- | ----- | ------- | ------- | ------- | ------- | ------- | ------- | ------------ | ------------ | ------------ | ------------ | ------------ | ------------ | ------ | ------ | ------ | ------ | ------ | ------ | --- |
| Prem'er Ligasy | 45    | 10      | 8       | 1       | 1       | 27      | 9       | 10           | 6            | 2            | 2            | 21           | 10           | 20     | 14     | 3      | 3      | 48     | 19     | +29 |
| Europa League  | -     | 1       | 1       | 0       | 0       | 4       | 1       | 1            | 0            | 0            | 1            | 1            | 2            | 2      | 1      | 0      | 1      | 5      | 3      | +2  |
| Totale         | 45    | 11      | 9       | 1       | 1       | 31      | 10      | 11           | 6            | 2            | 3            | 22           | 12           | 22     | 15     | 3      | 4      | 53     | 22     | +31 |

### Andamento in campionato
| Giornata  | 1 | 2 | 3 | 4 | 5 | 6 | 7 | 8 | 9 | 10 | 11 | 12 | 13 | 14 | 15 | 16 | 17 | 18 | 19 | 20 | 21 | 22 |
| --------- | - | - | - | - | - | - | - | - | - | -- | -- | -- | -- | -- | -- | -- | -- | -- | -- | -- | -- | -- |
| Luogo     | C | T | C | T | C | C | T | C | T | –  | T  | C  | T  | C  | T  | T  | C  | T  | C  | –  | C  | T  |
| Risultato | V | P | V | V | V | V | V | V | V | –  | N  | N  | V  | V  | V  | V  | V  | N  | P  | –  | V  | P  |
| Posizione | 4 | 7 | 3 | 2 | 1 | 1 | 1 | 1 | 1 | 1  | 1  | 1  | 1  | 1  | 1  | 1  | 1  | 1  | 1  | 1  | 1  | 1  |

Legenda:

Luogo: C = Casa; T = Trasferta. Risultato: V = Vittoria; N = Pareggio; P = Sconfitta.